# 영화 스튜디오
영화 스튜디오(映畫studio) 또는 간단히 촬영소(撮影所)는 영화를 제작하는 스튜디오로, 방 · 건물 · 사운드 스테이지 · 사무소 · 창고 등을 포함한다. 영어의 'Film studio'는 영화 제작 · 홍보 · 배급을 다루는 회사를 가리키기도 한다.

## 같이 보기
- 영화 제작사
- 텔레비전 스튜디오